# Портрет Михаила Степановича Вистицкого
«Портрет Михаила Степановича Вистицкого» — картина Джорджа Доу и его мастерской из Военной галереи Зимнего дворца.
Картина представляет собой погрудный портрет генерал-майора Михаила Степановича Вистицкого из состава Военной галереи Зимнего дворца.
Во время Отечественной войны 1812 года генерал-майор Вистицкий был генерал-квартирмейстером 2-й Западной армии, а затем и всей объединённой армии. Отличился в Бородинском сражении, в Тарутинском бою был ранен. Во время Заграничных походов занимал должность генерал-квартирмейстера Резервной армии.
Изображён в генеральском мундире Свиты Его Императорского Величества по квартирмейстерской части, с свитским аксельбантом на груди и вензелями императора Александра I на эполетах. Слева над аксельбантом звезда ордена Св. Анны 1-й степени; на шее крест ордена Св. Иоанна Иерусалимского; справа на груди крест ордена Св. Георгия 4-го класса, серебряная медаль «В память Отечественной войны 1812 года» на Андреевской ленте, бронзовая дворянская медаль «В память Отечественной войны 1812 года» на Владимирской ленте и шитая звезда ордена Св. Иоанна Иерусалимского. Подпись на раме: М. С. Вистицкiй, Генералъ Маiоръ.
7 августа 1820 года Комитетом Главного штаба по аттестации Вистицкий был включён в список «генералов, заслуживающих быть написанными в галерею» и 10 августа 1821 года император Александр I повелел написать его портрет. Гонорар Доу был выплачен 10 ноября 1821 года. Готовый портрет был принят в Эрмитаж 7 сентября 1825 года.